# Pál Joensen
Pál Joensen (Vágur, 1990. december 10. –) feröeri úszó, a Suðuroyar Svimjifelag (Susvim) versenyzője, edzője Jón Bjarnason. Számos számban tartja a feröeri csúcsot. A 2010-es budapesti Eb-n szerzett ezüstérme minden idők legnagyobb feröeri sportsikere volt; korábban még senki nem nyert feröeri színekben Eb-érmet a sportágban. A Kringvarp Føroya 2007-ben, 2008-ban és 2009-ben is az év feröeri sportolójának választotta.

## Pályafutása
Joensen 15 éves koráig egy 12,5 méteres uszodában edzett.
A 2007-es rodoszi Szigetjátékokon öt aranyérmet nyert.
A 2008. augusztusi belgrádi ifjúsági úszó Európa-bajnokságon 400 m, 800 m és 1500 m gyorson is aranyérmet szerzett, 800-on 7:56,90-es korosztályos Európa-csúccsal. Jóannes Eidesgaard feröeri miniszterelnök gratulációjában minden idők legnagyobb feröeri sportsikerének nevezte az eredményt.
2009-ben 8 arany-, 6 ezüst- és 2 bronzérmet szerzett az ålandi Szigetjátékokon. Ez azt jelenti, hogy mindössze egyetlen versenyszámban maradt le a dobogóról a 17 közül, amelyekben elindult. A 2009-es úszó-világbajnokságon is indult: 1500 gyorson 17., 800 gyorson 18., 400 gyorson 22. helyet szerzett feröeri színekben.
A 2010-es úszó-Európa-bajnokságon, Budapesten 1500 m gyorson ezüstérmet szerzett. 14:56,90-es ideje egyéni és feröeri csúcs, de Mads Glæsner skandináv rekordját is megdöntötte. Ez az eredmény minden idők legnagyobb feröeri sportsikere volt. Másik számában, 800 m gyorson az 5. helyen végzett, 7:53,11-es idejével saját feröeri csúcsát javította meg.
Ezután az eredmény után kérdésessé vált, hogy továbbra is Feröeren fog-e élni, a szigeteken ugyanis nincsen 50 méteres uszoda. Mivel Feröer nem tagja a Nemzetközi Olimpiai Bizottságnak, ha indulni szeretne az olimpián, dán színekben kell kvalifikálnia magát.
A 2011-es úszó-világbajnokságon, Sanghajban 800 és 1500 m gyorson indult. 800 m gyorson 7:45.55-ös idővel, feröeri és skandináv csúccsal jutott a döntőbe, ahol 5. lett. 1500 m gyorson szintén feröeri és skandináv csúccsal (14:56.66) jutott a döntőbe, ahol előző napi csúcsain több mint 10 másodpercet javítva, 14:46.33-as idővel – Kis Gergő mögött – 4. lett, és a 2012. évi nyári olimpiai játékok kvalifikációs idejét is teljesítette.
A 2012. évi nyári olimpiai játékokon Dánia színeiben vett részt.

## Családja
Öccse, Eyðbjørn Joensen szintén a Susvim versenyzője.